# Armand Grenet
Pour les articles homonymes, voir Grenet.
Pas d'image ? Cliquez ici

a Compétitions nationales et continentales officielles uniquement.

b Matchs officiels uniquement.
Armand Grenet, né le 10 avril 1894 à Paris et mort le 16 mars 1972 à Pinet, est un joueur français de rugby à XV. 

## Biographie
Armand Grenet, joueur de l'Olympique participe aux Jeux olympiques de 1920 à Anvers, remportant la médaille d'argent.

## Palmarès
- Vice-champion olympique en 1920